# Guerra da Liga de Cambrai
A Guerra da Liga de Cambrai, também conhecida como Guerra da Santa Liga, foi um grande conflito travado durante as chamadas Guerras Italianas. Os principais protagonistas da luta, travada entre 1508 e 1516, eram a França, os Estados Papais e a República de Veneza; ao longo do tempo, outros países da Europa Ocidental se envolveram, como a Espanha, o Sacro Império Romano, a Inglaterra, a Escócia, o Ducado de Milão, Florença, o Ducado de Ferrara e mercenários suíços.
O Papa Júlio II, tentando deter a influência veneziana no norte da Itália, criou a chamada Liga de Cambrai, uma aliança anti-veneziana formada pelo próprio papa, junto com Luís XII da França, Fernando II de Aragão e Maximiliano I, o Sacro Imperador Romano.  Apesar dos sucessos iniciais da liga, fricções entre Júlio II e Luís XII causou o colapso da aliança em 1510; Júlio então se aliou com Veneza contra a França.
A aliança entre os Estados Papais e Veneza se expandiu para formar a Liga Santa, que conseguiu expulsar a França da Itália em 1512; brigas a respeito da divisão dos espólios do conflito, contudo, levaram a Veneza a abandonar a aliança em favor de se juntar a França. Sob a liderança de Francisco I, que sucedeu Luís XII no trono, os franceses e venezianos, após a vitória na batalha de Marignano em 1515, reconquistaram todo o território perdido.
Tratados então foram assinados em Noyon e Bruxelas, que terminou a guerra formalmente em 1516, restabelecendo o antigo mapa dos territórios na Itália e voltou aos status quo de 1508. Alguns anos depois as hostilidades recomeçaram.

## Linha do tempo
Esta é uma visão geral de eventos notáveis, incluindo batalhas durante a guerra:
Prelúdio (1506–1508)
- Julho de 1506 - março de 1507: Uma revolta popular em Gênova expulsou a nobreza pró-francesa da cidade para Savona. No final de novembro de 1506, o rei Luís XII da França estava planejando uma expedição militar para trazer Gênova de volta ao controle pró-francês.
- 28 de março de 1507: O conselho revolucionário genovês declarou guerra ao rei da França, que já havia chegado ao Piemonte com seu exército.
- 22–29 de abril de 1507: Cerco de Gênova. Vitória francesa sobre os revolucionários genoveses. Luís arranjou uma entrada triunfal e forçou os genoveses a jurar lealdade a ele.
- Abril de 1507: A Dieta Imperial de Constança e Maximiliano I declarou Luís XII da França um inimigo do cristianismo e uma ameaça à Itália, e solicitou (e recebeu) financiamento para um Italienzug. Luís XII negou buscar guerra com o Império ou o Papado.
- 14 de maio de 1507: Luís XII deixou Gênova e realizou uma entrada triunfal semelhante em Milão.
- 28 de junho de 1507: Luís XII da França e Fernando II de Aragão se reuniram por seis dias em Savona para lançar as bases para a Liga de Cambrai contra Veneza, provavelmente com a intenção de incluir Maximiliano e o Papa na coalizão.  Fernando partiu para a Espanha em 3 de julho.
- Julho de 1507: A Dieta Imperial prometeu a Maximiliano 12 000 soldados para seu Italienzug. Como isso não foi suficiente para desafiar os franceses em Milão, como pretendia originalmente, Maximiliano mais tarde acabou decidindo atacar Veneza com o argumento de se recusar a se aliar a ele contra a França e recusar-lhe a passagem para Roma.

Italienzug de Maximiliano (1508)
- 24 de janeiro de 1508: Maximiliano pediu permissão para marchar para Roma através do território veneziano, mas os venezianos suspeitaram do estratagema e se prepararam para a guerra.
- 4 de fevereiro de 1508: Maximiliano I proclamou-se Sacro Imperador Romano-Germânico em Trento.
- Início de fevereiro de 1508: Maximiliano declarou guerra a Veneza. Veneza solicitou à França, então ainda sua aliada, que enviasse ajuda, o que Chaumont fez na forma de vários milhares de soldados de Milão.
- 20 a 21 de fevereiro de 1508: Tropas imperiais invadiram Veneza, saqueando Ampezzo e sitiando o Castello di Botestagno.
- 23 de fevereiro de 1508: Os imperiais capturaram Pieve di Cadore.
- 24 de fevereiro de 1508: Escaramuça em Chiusa di Venas, vitória imperial sobre Veneza.
- 27 de fevereiro de 1508: Os imperiais capturaram Castello di Botestagno.
- 2 de março de 1508: Batalha de Cadore. Vitória veneziana sobre o imperador.
- Março-maio de 1508: Contra-ofensivas venezianas bem-sucedidas em território imperial. Os venezianos capturaram Trieste em 6 de
- Verão de 1508: Veneza concordou com uma trégua separada de três anos com Maximiliano sem o conhecimento ou consentimento de Luís da França. Irritado com essa "traição", Luís procurou punir os venezianos e começou a contemplar uma aliança franco-alemã com Maximiliano contra Veneza.

Guerra da Liga de Cambrai propriamente dita (1508-1510)
- Final de novembro - 10 de dezembro de 1508: A Liga de Cambrai foi formalmente concluída.
- 10 de maio de 1509: Batalha de Casaloldo: vitória veneziana sobre Mântua (Cambrai).
- 14 de maio de 1509: Batalha de Agnadello. Vitória francesa (Cambrai) sobre Veneza.
- 15 a 30 de setembro de 1509: Cerco de Pádua. Vitória veneziana sobre a Liga de Cambrai.
- 26–29 de novembro de 1509: Batalha da cidadela de Vicenza. Veneziano sobre os imperiais (Cambrai).
- 22 de dezembro de 1509: Batalha de Polesella. Vitória de Ferrarese (Cambrai) sobre Veneza.
- Fevereiro de 1510: O Papa Júlio II deixou a Liga de Cambrai e assinou a paz com Veneza.
- Maio de 1510: Tropas francesas, ferrarenses e imperiais invadiram o território veneziano.
- Julho de 1510: O Papa e Veneza formaram uma aliança e partiram para uma contra-ofensiva. A Liga de Cambrai se desfez, deixando apenas a França e Ferrara em guerra com Veneza e o Papa.

Guerra Ferrarês (1510-1511)
- Agosto de 1510: Ataque papal fracassado a Ferrara.
- 17 de agosto de 1510: Tropas papal-venezianas capturam Modena.
- Outubro de 1510: As tropas francesas foram repelidas em Bolonha.
- Dezembro de 1510: As tropas papais capturaram Concórdia.
- 2–19 de janeiro de 1511: Cerco de Mirandola (1511). Vitória papal sobre Ferrara.
- 23 de maio de 1511: As tropas francesas capturaram Bolonha após uma revolta antipapal.
- Final de maio de 1511: As tropas francesas recapturaram Mirandola.

Guerra da Liga Santa propriamente dita (1511-1514)
- Outubro de 1511: O Papa Júlio II proclamou a nova Liga Santa contra a França, incluindo os Estados Pontifícios, Veneza, Espanha, o Sacro Império Romano-Germânico, Inglaterra e a Confederação Suíça.
- 18 de fevereiro de 1512: Saque de Bréscia. Vitória francesa sobre Veneza.
- 11 de abril de 1512: Batalha de Ravena (1512). Vitória franco-ferrarês sobre o Papa.
- Maio de 1512: As tropas da Liga Santa expulsaram as tropas francesas de Milão.
- Junho de 1512 – junho de 1515: conquista espanhola da Navarra ibérica. Vitória espanhola sobre a França.
- 10 de agosto de 1512: Batalha de Saint-Mathieu. Vitória inglesa sobre a França.
- Agosto-dezembro de 1512: As negociações da Liga Santa sobre mudanças territoriais fracassaram. Veneza deixou a Liga, Milan se juntou à Liga.
- 29 de dezembro de 1512: Mercenários suíços instalaram Maximiliano Sforza como duque de Milão.
- 23 de março de 1513: Veneza e França concluíram uma aliança para dividir o norte da Itália entre eles.
- 6 de junho de 1513: Batalha de Novara (1513). Vitória milanesa-suíça sobre a França.
- 16 de agosto de 1513: Batalha das Esporas (Guinegate). Vitória anglo-imperial sobre a França.
- 8–13 de setembro de 1513: Cerco de Dijon. Vitória suíça sobre a França.
- 9 de setembro de 1513: Batalha de Flodden (Flodden Field, Branxton). Vitória inglesa sobre a Escócia (aliada da França). A Escócia abandonou a França e deixou a guerra.
- 7 de outubro de 1513: Batalha de La Motta (1513). Vitória espanhola e imperial sobre Veneza (aliada à França).

Primeira Guerra Italiana de Francisco I (1515-1516)
- 13–14 de setembro de 1515: Batalha de Marignano (Melegnano). Vitória franco-veneziana decisiva sobre a Suíça e Milão.
- 4 de outubro de 1515: As tropas francesas capturaram Milão e destronaram Sforza.
- Dezembro de 1515: Começaram as negociações de paz.
- Agosto de 1516: Tratado de Noyon.
- Dezembro de 1516: Tratado de Bruxelas.